# Seguro SOAT
O SOAT é o Seguro Obrigatório de Acidentes de Trânsito, um seguro obrigatório para veículos que circulam no Peru, Colômbia e Bolívia. Ele cobre despesas médicas, indenizações por danos físicos e materiais em caso de acidente. É equivalente ao DPVAT (Seguro de Danos Pessoais Causados por Veículos Automotores de Vias Terrestres) no Brasil.   
O Seguro SOAT é obrigatório para todos os veículos automotores, sejam motos, carros, motorhomes, etc, com placa estrangeira que circulam no Peru, Colômbia e Bolívia. A falta de pagamento do seguro pode resultar em multas e apreensão do veículo. 
O Seguro SOAT cobre as seguintes despesas em caso de acidentes de trânsito:
- Despesas médicas e hospitalares: Cobre os custos com atendimento médico, hospitalar, medicamentos e próteses.
- Indenização por danos pessoais: indeniza as vítimas em caso de invalidez permanente, e os beneficiários em caso de morte. [5]

O valor da indenização varia de acordo com a gravidade do acidente e o tipo de dano sofrido. E é importante lembrar que o SOAT não cobre danos materiais ao seu veículo ou a terceiros envolvidos no acidente. É exclusivamente voltado para despesas médicas e indenizações relacionadas a danos corporais. 
Para adquirir o SOAT é necessário contratá-lo através de uma seguradora ou corretor licenciado. Também é possível contratar o seguro quando cruzar a fronteira para os países em que é exigido, mas é importante estar atento às apólices falsas. Os valores do SOAT dependerão do tipo de veículo que você dirigirá e tempo que você ficará em território peruano, colombiano ou boliviano. 